# Сирмијум
Сирмијум (лат. Sirmium) је био антички град и једна од четири престонице Римског царства. Налазио се на простору данашње Сремске Митровице. Помиње се од 4. века пре нове ере. Област су првобитно насељавали Панонци, а затим и келтски Скордисци. У 1. веку п. н. е. град су покорили Римљани. У доба царства постао је главни град римске провинције Доње Паноније. Сирмијум је 294. године проглашен за једну од четири престонице Римског царства. Био је управно седиште позноримске провинције Паноније Секунде и новостворене Дијецезе Паноније, а потом и главни град Илирика. Пострадао је у неколико наврата током 5. и 6. века, услед напада Хуна, Острогота и Гепида. Под византијску власт је враћен накратко (535-536) и потом поново (567-582). Коначно је 582. године освојен од стране Авара, чиме је озачен крај античког Сирмијума.
Влада Републике Србије је 1990. прогласила Сирмијум археолошким налазиштем од изузетног значаја.

## Име
Град се на латинском звао Sirmium, а у вулгарном латинитету се помиње и као Sermi. У средњем веку, када је обновљен, постао је познат и као град светог Димитрија, по чему је и данашња Сремска Митровица добила име.

## Историја
Сирмијум је почео да се развија на ушћу Босута у Саву, на јужним обронцима Фрушке горе, у 1. веку. Претпоставља се да су га основали Панонци, чије је племе Амантини живело на тим просторима. Захваљујући реци и речној пловидби, град се брзо развијао и растао. Седам (по другом мишљењу - десет) владара Римског царства рођено је у Сирмијуму или његовој околини: Трајан Деције, Аурелијан, Проб, Максимијан, Хостилијан, Констанције II и Грацијан. Град је у периоду од 1. до 4. века нове ере био седиште римских провинција Панонија, Доња Панонија и Панонија Секунда, седиште Префектуре Илирик, повремена царска резиденција, епископски центар и моћни логор легионара који су бранили царство од упада варварских племена. Сирмијум је постао престоница Римског царства 1. марта 293. године за време владавине Галерија. Град је био престоница неколико деценија. У 4. веку помиње се као најлепши и најбогатији град Илирика.
Крајем 4. века у Панонију су пристигли Визиготи, али Сирмијум је остао под царском влашћу све до 441. године када су га освојили и разорили Хуни. Потом је током наредних деценија био под влашћу Острогота и Гепида, који су водили међусобне ратове око Сирмијума. Под византијску власт је враћен 535. године, али је већ 536. године запоседнут од Гепида. Под царску власт је враћен 567. године, а потом је 582. године и коначно освојен од стране Авара и Словена, чиме је озачена пропаст античког Сирмијума.
- Положај провинције Панонија на карти Римског царства.
- Римска провинција Панонија са Сирмијумом као важним војним и трговачким центром.
- Сирмијум у доба цара Трајана постаје престоница нове провинције Доња Панонија.
- Карта провинције Панонија Секунда са главним градом Сирмијумом. Настаје око 296. реформама цара Диоклецијана и даљим уситњавањем старе провинције Паноније.

## Археологија
Археолошка истраживања открила су велики део старог насеља Сирмијум. Град је био простран, окружен бедемима и рововима унутар којих се налазила царска палата. Истраживања спровођена од средине 20. века открила су делове хиподрома, као и више луксузних кућа и вила украшених фрескама и мозаицима. Видљиви су остаци јавних купатила, некрополе, хореума, трговачких и занатских центара. Данас се антички остаци великим делом налазе испод савременог града и само су делимично презентовани, колико то допушта простор археолошких ископина, које се налазе између зграда. Фреске и скулптуре које су пронађене на 74 локалитета у Сирмијуму, доказују да су их радили прворазредни уметници и декоратери.
На локалитету Глац недалеко од Сремске Митровице налази се још неископана палата императора Максимијана Херкулија подигнута на месту где су му родитељи радили као надничари на имању једног римског колона. Приликом изградње Хируршког блока, пронађено је монументално Јупитерово светилиште са преко осамдесет жртвеника, што је друго по величини у Европи. Остаци Царске палате су 2008. године заштићени „ламинарним шатором“. На површини од 2.500 квадрата је изложено 250 квадрата подних мозаика. На многим местима мозаици су у три слоја, што говори о обнављању царске палате са сменом владара. Откопавања палате почела су 2017. године.
- Руине престоног дела Царске палате из доба старог Рима у градском средишту Сремске Митровице.
- Остаци сирмијумске трговачке четврти у данашњем градском језгру Сремске Митровице.
- Руине Царске палате Сирмијума.

На почетку седамдесетих година 20. века група археолога и ентузијаста, спонзорисаних од владе САД, понудила је општинским властима Сремске Митровице, да сагради потпуно нови и савремени град, али на другој локацији, да би заузврат добила дозволу за ископавање Сирмијума у целини. Општинска управа, под снажним притиском органа југословенске федерације, захтев није ни разматрала.
За време ископавања темеља за нову сремскомитровачку робну кућу током лета 1972. године, један радник је, на око 2 m дубине ископа, случајно својим ашовом пробио зазидани кожни замотуљак из кога су испала тачно 33 златна римска новчића, која су вероватно била део заборављеног и скривеног блага једне богате сирмијумске породице. 4 пронађена новчића искована за време владавине Констанција II сматрају се најрепрезентативнијим примерцима касноримског доба (4. век) и непроцењиве су вредности. Радник чији је ашов изнео на светлост дана једно од највећих археолошких открића на нашим просторима никада није награђен. Иронично, млади радник, средњошколац, који је хонорарно радио на ископу током распуста, звао се Златенко.
Сирмијум је имао два моста са којима је била премошћена река Сава, на шта указују историјски извори. Мост Ад Басанте (према Босни) се налазио на нешто севернијој траси од старог понтонског моста у Сремској Митровици. Аретемидин мост се налазио у близини данашњег пешачког моста који спаја центар Сремске и Мачванске Митровице.
- Златни римски шлем пронађен недалеко од Сирмијума 1955. Данас је изложен у Музеју Војводине.
- Фрагмент надгробног споменика из II века, данас у Археолошком музеју у Загребу

## Становништво
Најпознатији историчар 4. века, Амијан Марцелин, назвао је Сирмијум „славном и многољудном мајком градова“.
У времену кулминације моћи града (4. век), Сирмијум је у једном тренутку имао и преко 100.000 становника, што би у данашњем времену одговарало статусу и значају Лондона.
Сирмијум је један од ретких градова, осим самог Рима, у којима су регрутовани припадници елитне преторијанске гарде.

## Цареви
У периоду Римског царства у Сирмијуму или његовој околини рођено је десет римских императора, а осам других је боравило у њему током своје владавине (од неколико месеци до више година) због владарских обавеза или планирања и вођења војних похода. Најмање два императора умрла су у граду од последица заразе кугом.
Римски цар-филозоф Марко Аурелије умро је у Сирмијуму 180. године од куге, а не као што се у филмовима и добром делу историјске литературе наводи у Виндобони (данашњи Беч). Као доказ за ту тврдњу узимају се списи римског писца Херодијана, који помиње да је цар живео у Сирмијуму за време припреме војних похода, као и да је у граду неко време (170—174) боравила и царица Галерија Фаустина са кћерком. Херодијан изричито наводи да је цар Марко Аурелије умро у Сирмијуму од куге 180. године, где је и спаљен, а пепео му је пренесен у Рим. У Сирмијуму је Марко Аурелије примио и владара номадског народа Јазига, Бакадаспеса, који је дошао да моли за мир, али га је цар одбио. Податак о боравку Марка Аурелија у граду налази се и у делу Филострата, у опису пута Херода Атика. Филострат је навео да је град служио као полазна тачка и главни штаб у рату против Германа. Ове тврдње поткрепљује чињеница да је у тренутку смрти цар водио рат против германског племена Маркомани, а које је тада насељавало територију данашње Бачке. Спис који је саставио Филострат веома је значајан и као најстарији писани помен Царске палате у Сирмијуму, што не значи да она и пре тога није постојала, јер је и цар Трајан зиму 100. / 101. године засигурно провео у градској палати. Источно од Сирмијума, на потесу Цреповац, пронађена су два римска миљоказа, један из 161. године, а други из 198. године. Оба обележавају растојање до Сирмијума од три римске миље. На првом миљоказу помињу се императори Марко Аурелије и Луције Вер. На том локалитету је био стациониран највећи део римске војске коју је Марко Аурелије окупио за рат против Маркомана, док је сам цар био смештен у сирмијумској градској палати. За Виндобону, као за место смрти цара, нема ни један историјски доказ, осим проналаска Аурелијевих списа, мада су делови истих списа (неке врсте дневника филозофских размишљања) пронађени и у другим местима. Иако историчари једногласно напомињу да је те списе (Самоме себи, у оригиналу Ta eis heauton) Аурелије писао у Сирмијуму, филмски режисери су до данас остали неумољиви. На душу им се ставља и проглашавање његовог сина Комода за зликовца, иако је био миљеник народа и владао чак 13 година.

## Религија
Археолошки налази сведоче да је верски живот на ширем простору Сирмијума био обележен присуствм три политеистичке религије: илирске, старогрчке и староримске. Временом се на панонским просторима јављају и поједине оријенталне религије, као што су митраизам и јудаизам, а затим и хришћанство.
Најстарија откривена хришћанска црква у нашој земљи (данас конзервирана у остацима) налази се на локалитету некадашњег Сирмијума. Пронађени су остаци базилике Светог Димитрија из 5. века.
На Артемидином мосту у Сирмијуму су 304. године, због проповедања хришћанства, погубљени први епископ Сирмијума Иринеј и његов ђакон Димитрије, са многим сирмијумским мученицима. После 313. године Сирмијум постаје важан хришћански центар. До сада је на локалитету Сирмијума откривено осам ранохришћанских храмова, од којих су најпознатији они посвећени Св. Иринеју, Св. Димитрију и Св. Синеноту. На месту некадашњег Артемидиног моста где су у време прогона хришћана вршена погубљења ”сирмијумских светих мученика”, 1993. године подигнут је најдужи висећи пешачки мост у Европи. По једном од погубљених мученика, Св. Иринеју, мост је добио и име.

## Карактеристике града

### Топографија Сирмијума
Топографија Сирмијума умногоме се разликовала у односу на данашњу топографију Сремске Митровице. Данашњи град има више узвишења него римски (као последица наслага земље током векова) и другачије водотокове фрушкогорских потока који се уливају у Саву. Сирмијум је био град малих бара и језера, временом исушених. Једна од најизраженијих промена је, по овдашњим археолозима, промена тока Саве, која је у римско доба у делу тока код Сирмијума стварала две речне аде, данас делове сремске, односно мачванске речне обале.

### Водовод
У време највећег успона Сирмијума, у граду је постојао савршен систем водовода (10 m високи аквадукти) који је Сирмијум снабдевао пијаћом водом са фрушкогорских извора. Аквадукт се од извора Врањаш, у подножју Фрушке горе, до Сирмијума простирао у дужини од око 14 km. Траса и остаци аквадукта прате данашњу централну осу Сремске Митровице, тј. улице Фрушкогорску и Краља Петра I. Пад терена према Сави омогућио је и несметан ток канализације према реци. Канали за одвођење такође су били веома успешно решени, по узору на тадашње велике градове, пре свега Рим.
Остаци аквадукта били су очувани све до 1908. године, када је градски магистрат донео одлуку да се поруше и да се материјал од ових остатака угради у пут за Манђелос. Том приликом је чувени митровачки учитељ и археолог Игњат Јунг, из протеста, напустио град и породицу и нестао у непознатом правцу, а судбина му се ни до данас не зна.

### Ковница
1887. године биле су познате и сачуване само три златне и једна сребрна полуга са ковничком ознаком града Рима. Али поменуте године дошло је до великог открића у месту Буџе код Брашова у Румунији. Том приликом пронађено је чак 15 златних полуга са ковничким ознакама Сирмијума. Тежина полуга се кретала од 327 до 524 грама, а данас се исте чувају у трезорима музеја у Лондону, Паризу, Бечу, Будимпешти и Напуљу, где су доспеле трговином антиквитетима. Све полуге су биле обележене са три печата: један је садржао имена функционера ковнице и контролора чистоће злата, други је био грб града Сирмијума (богиња Фортуна са ознаком СИРМ), а на трећем су била попрсја тројице царева: Грацијана, Валентинијана II и Теодосија I Великог. Сирмијумске полуге одају нам и податак о количини злата која је прошла кроз сирмијумску ковницу, основану још у време Марка Аурелија, с обзиром да је пронађен калуп за реверс његовог денара. Између 320. и 326. године, у време Константиновог управљања царством из Сирмијума, у градској ковници кован је само златни новац, и то у две официне. Једна официна је имала 56 ковничких места, што значи да је у Сирмијуму у том тренутку било 112 ковничара. По рачуницама стручњака, један ковничар је могао дневно да искује 1800 комада новца, што говори да је сирмијумска ковница избацивала 201.600 примерака златних солида. Помножено са 6 година рада, то даје цифру од 441.504.000 солида који су били тешки у просеку око 5 грама. Из поменуте рачунице произилази да је у Сирмијуму, за ковање новца, утрошено више од 2.207 тона злата. И овај податак иде у прилог јединствености Сирмијума на нашим просторима, а и чињеници да је појединим императорима било важније да освоје Сирмијум и ту задобију поверење грађана и војске, него да то ураде у Риму. Нажалост, податак о количини искованог злата у сирмијумским ковницама највише је привлачио тзв. ”дивље копаче” и трговце на црном тржишту, који су последњих деценија 20. века начинили огромну и неповратну културну и материјалну штету, не само Сирмијуму (Сремској Митровици), већ и целокупној културној баштини Србије.

### Хиподром
Испод данашње Сремске Митровице, на локалитету некадашњег античког Сирмијума, налази се једини неископани римски хиподром на свету, саграђен почетком 4. века царским указом цара Константина или цара Лицинија. Огромна грађевина дужине око 450-500 m и ширине 150 m налази се у остацима око 4 m испод нивоа данашње Митровице и простире се у широком подручју од тзв. јалијских бара на југоистоку до зграде данашњег СУП-а на северозападу, тангирајући простор Царске палате за коју је била функционално везана. Сирмијумски хиподром сматра се највећом (!) грађевином римске античке архитектуре ван Италије. Постојање овакве структуре (тачније високих трибина хиподрома) утицало је на формирање занимљиве теренске слике тог дела града која подсећа на дугачку ”долину”, где је најнижа тачка данашња Масарикова улица, а затим се терен ”пење” у правцу југа (пут према Сави) и севера (пут према градској Гимназији). Оно што је једино сигурно јесте да би сваки покушај ископавања целине или дела хиподрома за последицу имао рушење постојећих градских структура, од којих су неке старе и по 100 и више година и сматрају се заштићеним објектима културе. Део египатског обелиска је пронађен 1939. и послат у Немачку.